# Joaquín Guillén
Joaquín Guillén (né le 12 janvier 1968 à Alajuela au Costa Rica) est un footballeur international costaricien, qui évoluait au poste de milieu de terrain.

## Biographie

### Carrière en sélection
Avec l'équipe du Costa Rica, il joue 16 matchs (pour aucun but inscrit) entre 1991 et 1998. Il figure notamment dans le groupe des sélectionnés lors de la Gold Cup de 1998.
Il participe également à la Copa América de 1997.